# Lubowicze (Ukraina)
Lubowicze (ukr. Любовичі , Liubowyczi) – wieś w rejonie malińskim obwodu żytomierskiego.